# Алберт Абрахам Мајкелсон
Алберт Абрахам Мајкелсон или Алберт Ејбрахам Мајклсон (енгл. Albert Abraham Michelson; Стшељно, 19. децембар 1852 — Пасадена, 9. мај 1931) био је амерички физичар рођен у Пољској. Познат је по свом раду на мерењу брзине светлости и посебно по Мајкелсон—Морлијевом експерименту, којим је побијена хипотеза о етру. Добитник је Нобелове награде за физику 1907. Био је први Американац, који је добио Нобелову награду за физику. Био је оснивач и први шеф одељења за физику Школе примењених наука (сада Кејс Вестерн Резерв универзитет) и Универзитета у Чикагу.

## Биографија
Рођен је у пруском делу подељене Пољске, као син јеврејског трговца Самјуела Мичелсона, и његове супруге, Розалије Прзилубске. Са родитељима је емигрирао у Америку 1855, кад је имао само две године. Живели су у Калифорнији и Невади. Његова породица је по рођењу била Јеврејка, али нису били религиозни, а сам Мајкелсон је био агностик током целог свог века. Средњошколске године провео је у Сан Франциску у кући своје тетке Хенријете Леви (рођене Мајклсон), која је била мајка списатељице Харијет Лејн Леви.
Он је добио 1869. председничку стипендију за студије на америчкој војнопоморској академији. Истицао се у оптици, термодинамици и климатологији. Након дипломирања 1873. и две године службе на мору вратио се на Академију, где је био инструктор за физику и хемију до 1879. Године 1879, постављен је у Наутички алманах у Вашингтону (део Поморске опсерваторије Сједињених Држава) да ради са Сајмоном Њукомбом. Од 1880. до 1882. боравио је на последипломским студијама у Берлину код Хермана Хелмхолца, па онда у Паризу.
Био је фасциниран природним наукама, а посебно проблемом мерења брзине светлости. Док је био у Анаполису, извео је своје прве експерименте о брзини светлости, као део демонстрације класе 1877. Његов експеримент у Анаполису је прерађен, а 1879. измерио је брзину светлости у ваздуху на 299,864 ± 51 километара у секунди, и проценио је брзину светлости у вакууму на 299,940 km/s, или 186,380 mi/s. После две године студија у Европи, дао је оставку на морнаричку позицију 1881. Године 1883, је прихватио место професора физике на Кејсовој школи промењене науке у Кливленду, Охајо, и концентрисао се на развој побољшаног интерферометра. Године 1887, он и Едвард Морли извели су чувени Мајклсон-Морлијев експеримент који није успео да открије доказе о постојању светлећег етра. Касније је прешао на коришћење астрономских интерферометара у мерењу пречника звезда и у мерењу раздвајања бинарних звезда.

### Мајкелсон—Морлијев експеримент
Ту је радио на развоју и унапређењу интерферометра. Мајкелсон и Едвард Морли су 1887. извели чувени Мајкелсон-Морлијев експеримент, којим се показало да не постоји етар. Дотад се претпостављало да светлост и електромагнетски таласи путују у замишљеном медију етру, као што звук путује ваздухом. Они су замислили да измере брзину кретања Земље у односу на етар. Због тога светлост упућују у два различита смера, сматрајући да ће интерферометром открити разлику брзина по аналогији са звуком, где се звук различито простире ако се креће у истом смеру и вертикално на смер релативног кретања извора или пријемника у односу на медијум који га преноси.
Међутим резултат експеримента је био да нема разлике у брзини светлости, односно то је значило да нема етра. Експеримент је потпуно објашњен тек 1905. помоћу Ајнштајнове специјалне теорије релативности, где је претпостављено да брзина светлости не зависи од референтног система из којег је посматрамо (Ајнштајнов постулат о константности брзине светлости).
Мајкелсон—Морлијев експеримент је, заправо, једини експеримент на који се Ајнштајн позива у уводу свога чувеног рада из 1905 (О електродинамици тела у покрету), поред разматрања познатог примера реципрочне интеракције једног магнета и једног проводника, након чега одмах прелази на увођење своја два постулата специјалне релативности, следећим речима:
Примери овакве врсте, заједно са неуспешним покушајима да се открије било какво кретање Земље у односу на ’светлосни медијум’ сугеришу нам да феномени електродинамике једнако као и механике не поседују никаква својства која би одговарала идеји апсолутног мировања. Они нам сугеришу радије да, као што је већ доказано до апроксимација првога реда, исти закони електродинамике и оптике треба да буду важећи за све референтне системе за које важе и закони механике. Овај ћемо закључак издићи (у сврху чега ће касније бити називан ’Принцип релативности’) до статуса постулата, и такође ћемо увести још један постулат, који је само привидно непомирљив са претходним, а који гласи, да се светлост увек простире у празном простору коначном брзином (c) која је независна од стања кретања емитујућег тела.

## Нобелова награда и каснији рад
Каснији ради на астрономским интерферометрима и мерењима дијаметара звезда. Постао је 1889. професор на Кларк универзитету у Вустеру, а 1892. постаје први шеф физичког одела Универзитета Чикаго. Постао је 1907. први Американац, који је добио Нобелову награду за физику „за оптичке прецизне инструменте и спектроскопска и метролошка истраживања, која је изводио уз њихову помоћ”. Тачније добио је Нобелову награду за мерење брзине светлости.
Умро је у Пасадени у Калифорнији.

## Радови
- Light waves and their uses (на језику: енглески). Chicago: University Press. 1907.
- Détermination expérimentale de la valeur du mètre en longueurs d'ondes lumineuses. Paris : Gauthier-Villars et fils, 1894. (French translation of Experimental Determination of the Velocity of Light)

- Light waves and their uses (1907)
- French translation of Experimental Determination of the Velocity of Light (1894)